# Турбінікарпус Клінкера
Турбінікарпус Клінкера (Turbinicarpus schmiedickeanus (Boed.) Buxb. & Backeb. subsp. klinkerianus (Backeb. & H.Jacobsen) N.P.Taylor; синоніми: Turbinicarpus klinkerianus Backeb. & H.Jacobsen, Turbinicarpus schmiedickeanus var. klinkerianus (Backeb. & H.Jacobsen) Glass & R.A.Foster) — вид роду турбінікарпус.

## Ареал
Мексика (штат Сан-Луїс-Потосі)

## Опис
Стебло плоско-кулясте, одиничне, іноді галузиться, до 3 см заввишки і 4 см шириною, від яскраво-сірого до коричнево-зеленого, матове, колючки сіро-коричневі, верхівка з незначною кількістю білого пуху. Горбки організовані у плоскі спіралі. Ареоли розташовані на верхівках горбків, несуть трохи вовни, пізніше стають оголеними. Колючок 3, нижня колючка — найдовша, до 9 мм завдовжки, сірі з темним кінчиком, досить м'які, молоді колючки — темно-чорні, дещо блискучі. Квітки з'являються з верхівки, завдовжки і шириною 14 мм, всередині майже білі, з жовтуватим відтінком, зовні — з темною серединної смужкою.

## Принципи культивування
Загальні для роду Turbinicarpus.

## Розмноження
Розмножуються переважно насінням.